# Armstrong Whitworth A.W.19
O Armstrong Whitworth A.W. 19 foi um biplano monomotor de dois/três lugares construído para propósitos gerais militares na metade dos anos de 1930.

## Especificações
Dados de: Dados de: Tapper 1973, p.208 e p.194
Descrições gerais
- Tripulação: 2 ou 3
- Comprimento: 12,85 m (42 ft)
- Envergadura: 15,14 m (50 ft)
- Altura: 3,96 m (13 ft)
- Área alar: 60,78 m² (654 ft²)
- Peso vazio: 1 950 kg (4 300 lb)
- Peso bruto (carregado): 3 969 kg (8 750 lb)

Motorização
- Número de motores: 1x
- Tipo do motor: Motor a pistão radial de quatorze cilindros
- Fabricante/modelo: Armstrong Siddeley Tiger IV
- Potência por motor: 810 hp (604 kW)

Performance
- Velocidade máxima: 262 km/h (163 mph)
- Tecto de serviço: 6 400 m (21 000 ft)

Armamentos
- Metralhadoras/canhões: 1 x metralhadora de 7,7 mm (0,303 in)
1 x metralhadora Lewis de 7,7 mm (0,303 in) em anel na posição traseira do cockpit
- Bombas: 1 x torpedo de 907 kg (2 000 lb) ou 1 x bomba de 454 kg (1 000 lb) sob a fuselagem
Até 454 kg (1 000 lb) de bombas em racks sob as asas